# Літинське
Лі́тинське — заповідне урочище, розташоване на території Соснівської сільської ради Літинського району Вінницької області (Літинське лісництво, кв. 28, діл. 1) поблизу с. Сосни. Оголошене відповідно до Рішення Вінницького облвиконкому від 29.08.1984 р. № 371. Охороняється лісова ділянка штучно створеним насадженням сосни звичайної віком 85 років.
За фізико-географічним районуванням України ця територія належить до Хмільницького району області Подільського Побужжя Дністровсько-Дніпровської лісостепової провінції Лісостепової зони. Характерними для цієї ділянки є лісові і лучні остепнені ландшафти річкової заплави. З геоморфологічної точки зору описувана територія являє собою четверту надзаплавну терасу алювіальної акумулятивної рівнини.
Клімат території є помірно континентальним. Для нього характерне тривале, нежарке літо, і порівняно недовга, м'яка зима. Середня температура січня становить -5,5°… -6°С, липня + 190…+18,5°С. Річна кількість опадів становить 500—525 мм.
За геоботанічним районуванням України ця територія належить до Європейської широколистяної області, Подільсько-Бесарабської провінції. Вінницького (Центральноподільського) округу. Територія урочища розташована на боровій терасі р. Згар та Південний Буг і являє собою соснові культури сосни звичайної віком понад 80 років і запасом деревини більш як 400 куб. м/га.
В травостані даних угруповань зустрічаються як неморальні види, такі як зірочник лісовий, фіалка собача, осока лісова, мерінгія трижилкова, копитняк європейський, так і світлолюбиві види, такі як дзвоники розлогі, суніці лісові, віскарія звичайна, золотарник звичайний, серпій увінчаний. Зростає також ряд бореальних видів, що знаходяться тут на південній межі свого ареалу: грушанка круглолиста, костянець, дзвоники круглолисті, веснівка дволиста тощо.

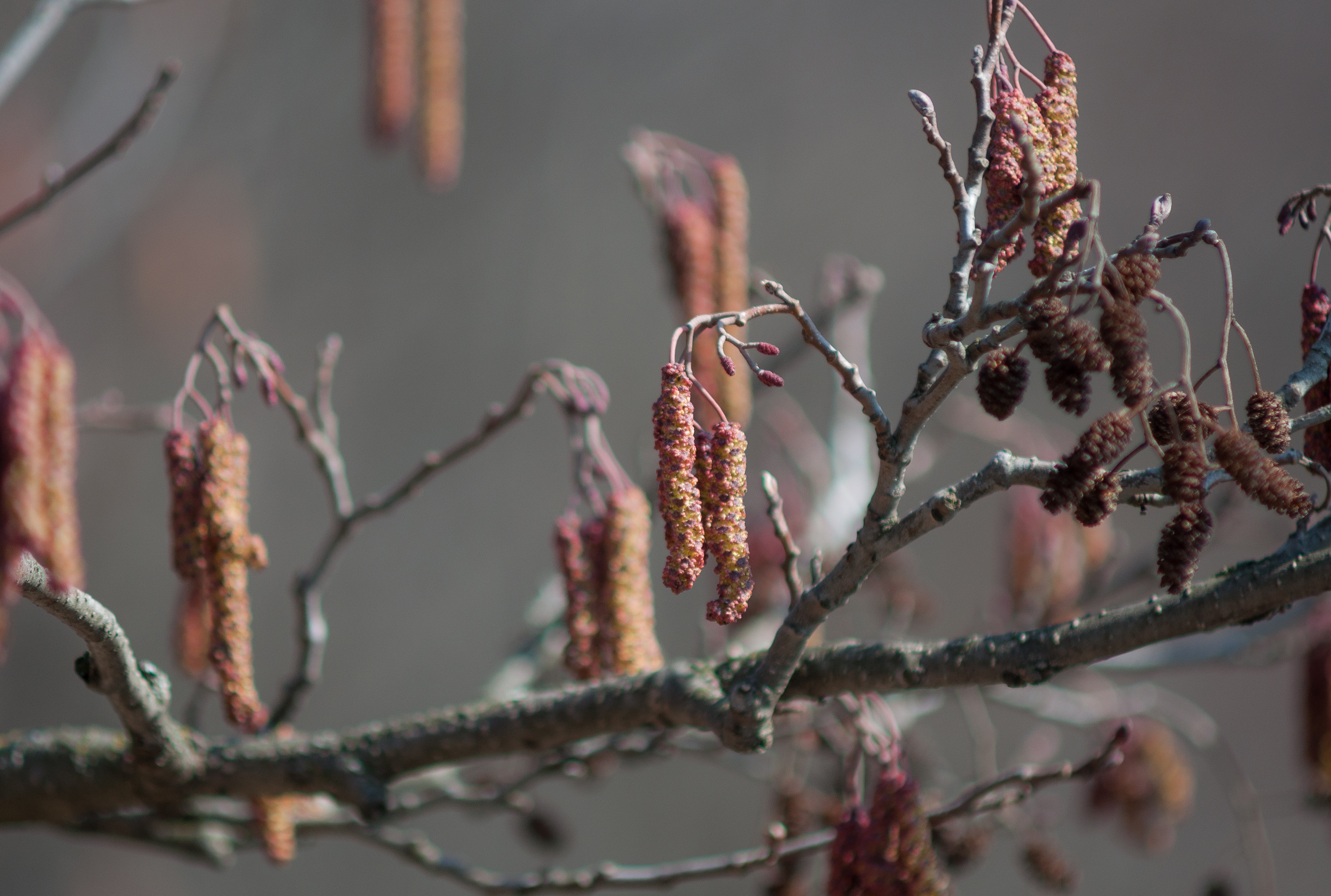
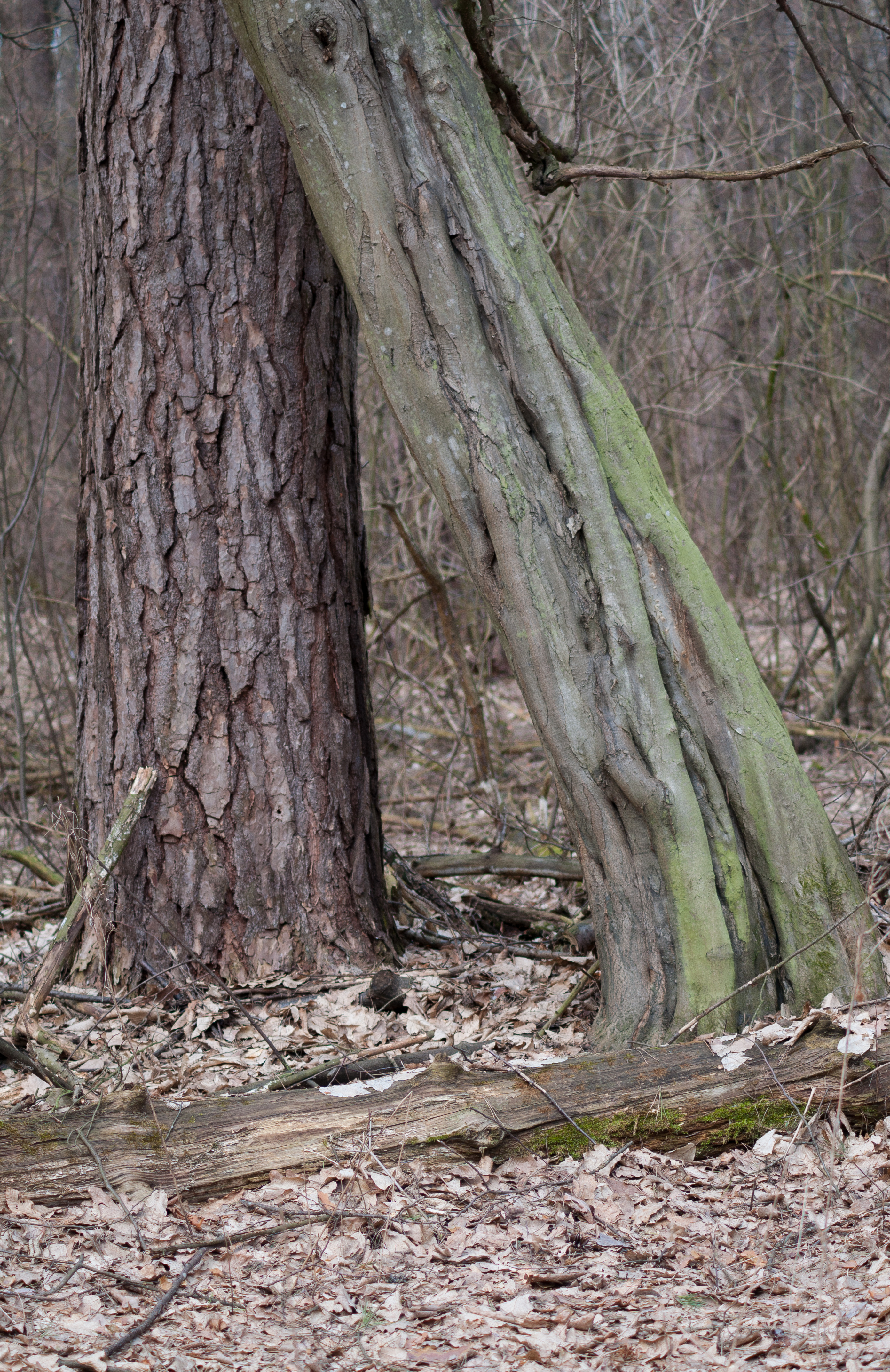
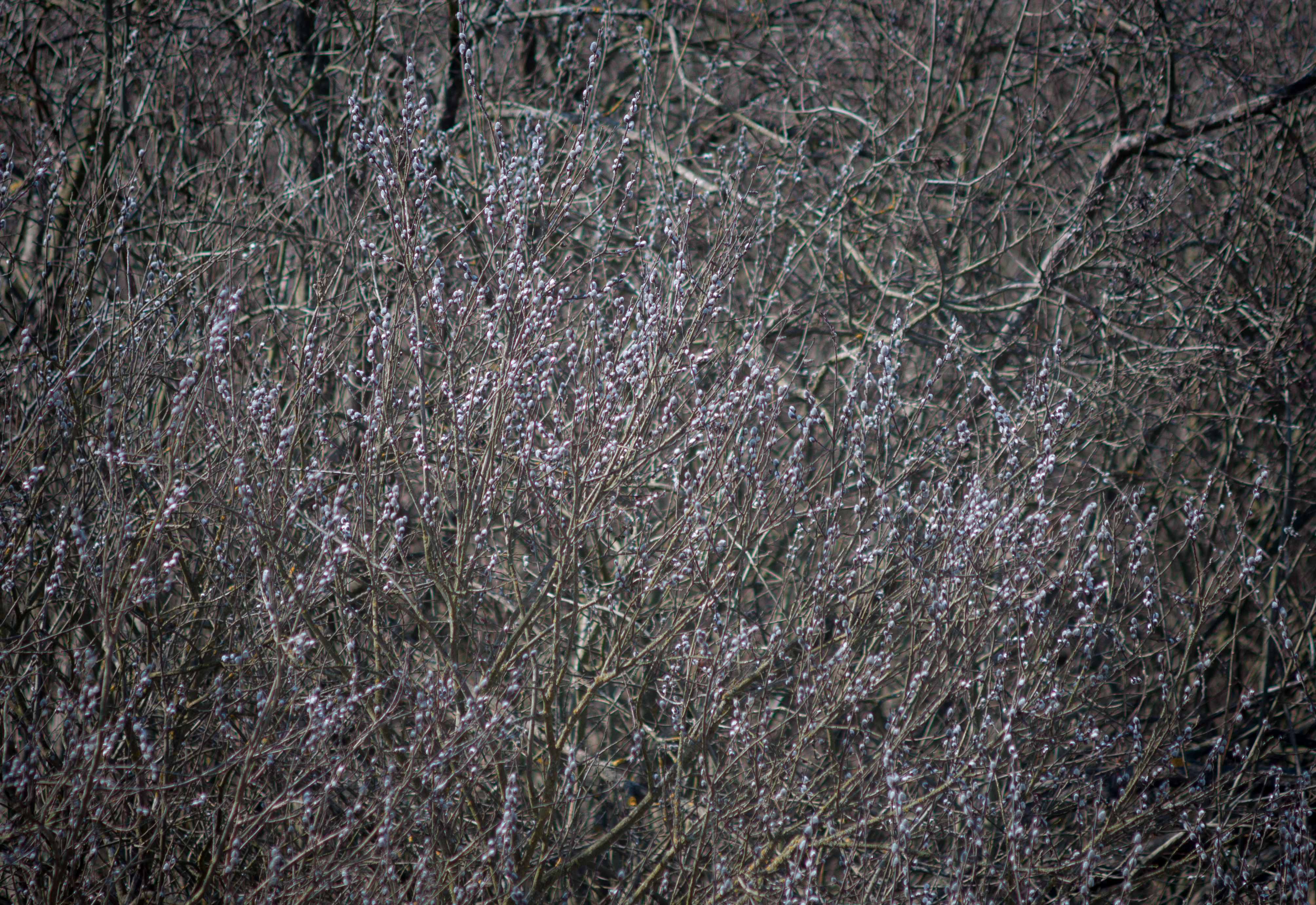